# Rhizotrogus granatensis
Rhizotrogus granatensis är en skalbaggsart som beskrevs av Baguena 1955. Rhizotrogus granatensis ingår i släktet Rhizotrogus och familjen Melolonthidae. Inga underarter finns listade i Catalogue of Life.